# Ljasnaja
Die Ljasnaja (belarussisch Лясная) ist ein Fluss im westlichen Teil der Breszkaja Woblasz in Belarus. Die Länge des Flusses beträgt 85 Kilometer. Die Ljasnaja entsteht durch den Zusammenfluss von Lewaja Ljasnaja und Prawaja Ljasnaja 1 km östlich des Dorfes Wuhljany im Rajon Kamjanez und mündet als rechter Zufluss in der Nähe des Dorfes Zerabun im Rajon Brest in den Westlichen Bug. Das durchschnittliche Gefälle der Ljasnaja beträgt 0,2 ‰.
Die größten Nebenflüsse sind Krywulja und Tatschyja.